# Lannach
Lannach é um município da Áustria, situado no distrito de Deutschlandsberg, no estado da Estíria. Tem 19,87 km² de área e sua população em 2019 foi estimada em 3.509 habitantes.